# خروف جزيرة الخنزير
خروف جزيرة الخنزير (بالإنجليزية: Hog Island sheep)‏ سلالة من الخراف جلبت لأول مرة إلى جزيرة الخنزير، ولاية فرجينيا الأمريكية في القرن الثامن عشر ، في عقدي الثلاثينات والأربعينات من القرن 20 أجبرت العواصف سكان الجزيرة على إخلائها تاركين وراءهم هذه السلالة لتتحول إلى حيوانات وحشية.